# Mike Harris (basket-ball)
Ne doit pas être confondu avec Mike Harris ou Mike Harris (pilote).
Mike Harris, né le 15 juin 1983 à Hillsboro, aux États-Unis, est un joueur américain de basket-ball. Il évolue au poste d'ailier.

## Palmarès
- MVP de la NBA Development League 2009-2010 (Rio Grande Valley Vipers)
- Champion NBA Development League 2009-2010 (Rio Grande Valley Vipers)